# Mazingarbe

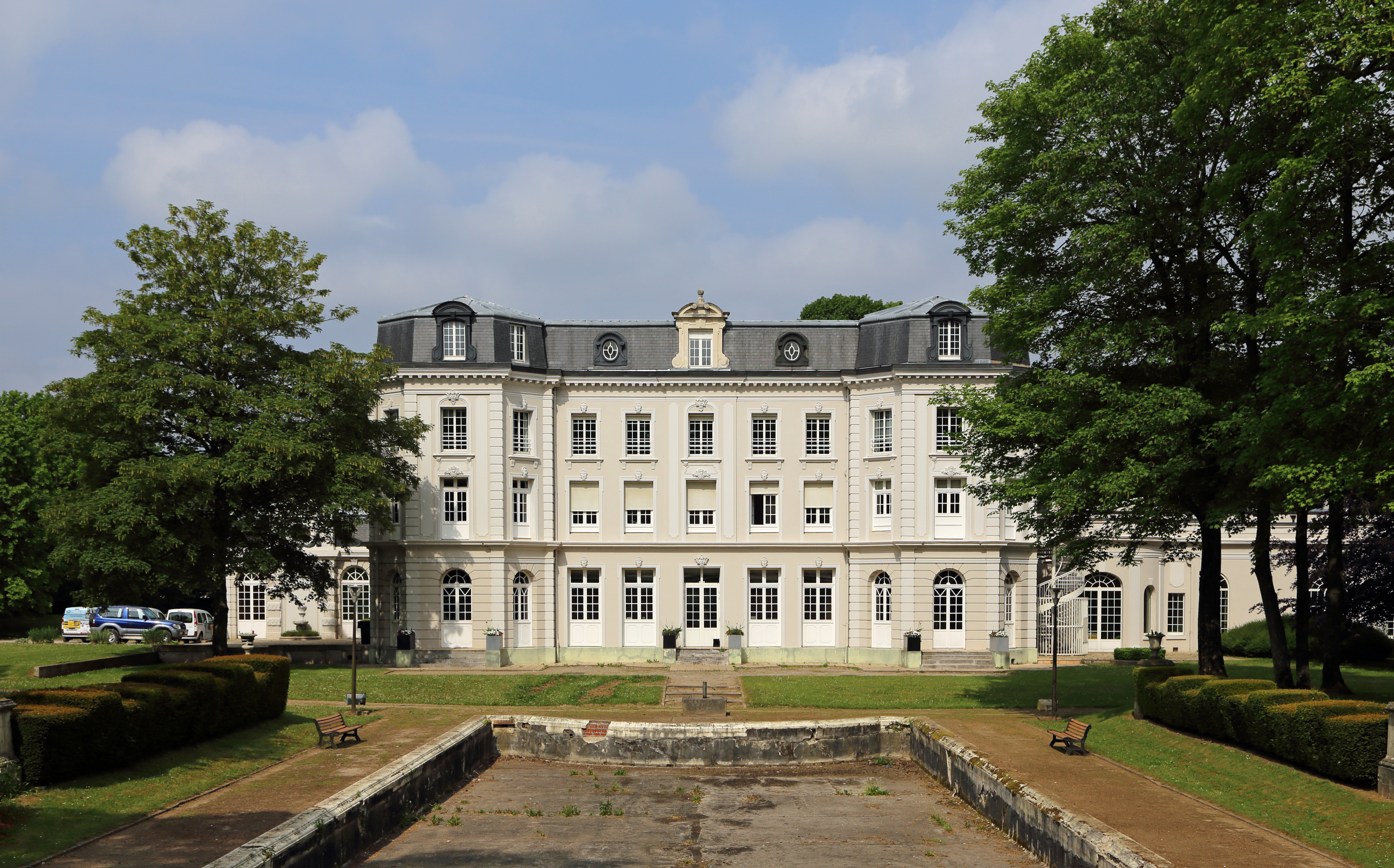
El Château Mercier ahora es ayuntamiento de Mazingarbe

 Mazingarbe  es una población y comuna francesa, situada en la región de Norte-Paso de Calais, departamento de Paso de Calais, en el distrito de Lens y cantón de Bully-les-Mines.

## Demografía
| 10 834 | 10 074 | 9006 | 8128 | 7843 | 7482 |
| Para los censos de 1962 a 1999 la población legal corresponde a la población sin duplicidades (Fuente: INSEE [Consultar]) |        |      |      |      |      |